# Agence foncière touristique
Pour les articles homonymes, voir AFT.
L'Agence foncière touristique (AFT) est une agence tunisienne spécialisée dans l'aménagement des zones touristiques industrielles et d'habitation. Elle est rattachée au ministère du Tourisme,.

## Direction
- 2014-2022 : Khaled Trabelsi[3]
- depuis 2022 : Fethi Charfi[4]